# Katam
Katam – jedno z większych jezior w zespole jezior Ounianga w regionie Ennedi w północno-wschodnim Czadzie. Jeziora te porozdzielane są pasmami lądu przebiegającymi w kierunku północ-południe. Są pozostałością o wiele większego jeziora, wypełniającego tutejszą kotlinę w okresie od 10000 r. p.n.e. do 1500 r. p.n.e. gdy Sahara nie była jeszcze pustynią. Obecnie w kotlinie znajduje się piętnaście jezior o ogólnej powierzchni ok. 20 km².

## Hydrogeologia
Silnie zasolone jezioro Katam charakteryzuje się skomplikowanym procesem wymiany wód, który jest wspólny dla wszystkich jezior Ounianga.